# Zapataammer
Die Zapataammer (Torreornis inexpectata) ist eine monotypische Vogelart aus der Familie der Neuweltammern (Passerellidae). Das Verbreitungsgebiet dieser endemischen Art beschränkt sich auf drei kleine Bereiche auf der Karibikinsel Kuba. Sie wird von der IUCN als stark gefährdet (Endangered) eingestuft.

## Merkmale
Die rundliche Zapataammer erreicht eine Körperlänge von etwa 16,5 Zentimetern. Sie hat extrem kurze Flügel. Die Unterseite ist gelb, wobei die weiße Kehle von einem dunklen Bartstreif durchzogen ist. Zwischen dem weiß der Kehle und der gelben Unterseite befindet sich ein verschwommes graues Trennband. Ein Streif oberhalb des Zügels und ein Bartstrich unterhalb der Wangen sind weiß. Die Krone ist dunkelrot bis braun. Der Rest der Oberseite ist olivgrau.
Jungvögel sind generell dunkler und haben keine rotbraune Krone.

## Verbreitung und Lebensraum

Verbreitungsgebiet der Zapataammer (grün)

Die Nominatform lebt im Buschwerk extensiver Graslandschaften. Die Unterart T. i. varonai kommt in laubabwerfendem Wald, küstennahem xerophytischem Dornengestrüpp und in Mangrovenwäldern vor. Schließlich findet man die Subspezies T. i. sigmani im trockenen Gestrüpp eines von Säulenkakteen dominierten Gebietes.

## Verhalten
Man sieht die Zapataammern normalerweise paarweise oder in Dreiergruppen. Gelegentlich kommt es auch vor, dass sie in größeren Gruppen von zehn bis zwölf Tieren unterwegs sind. Zu ihrer Nahrung zählen in erster Linie Samen, Beeren und Blumen. In der Regenzeit ernähren sie sich zusätzlich von Insekten, Spinnen, Schnecken (z. B. Florida Apfelschnecke (Pomacea paludosa)) sowie deren Eiern und sogar von kleineren Echsen, die sie in bis zu zwei Meter großen Büschen und am Boden finden. T. i. sigmani scheint vom Samen der zu den Raublattgewächse gehörenden Tournefortia gnaphalodes abhängig zu sein. Ihr Nest bauen sie aus Grasbüscheln, wie das zu den Schneiden gehörende Cladium jamaicense. Hierin legen sie zwei bis vier blauweiße Eier. Die Brutzeit ist von März bis Juni. Der Gesang der Unterarten T. i. inexpectata und T. i. sigmani unterscheidet sich deutlich, während zum Gesang von T. i. varonai keine gesicherten Daten und Analysen vorliegen. Der Flug wirkt eher bemüht, mit schnellen Stößen und Flügelschlägen. Dabei fliegen sie selten weit.

## Unterarten
Es werden drei Unterarten beschrieben, die sich vor allem in ihrer Färbung und in ihren bereits oben genannten Habitatansprüchen unterscheiden. Ihre kleinen Verbreitungsgebiete liegen weit voneinander entfernt:
- Torreornis inexpectata inexpectata Barbour & Peters, 1927 – Nominatform, kommt nur im namengebenden Sumpf von Zapata vor.
- Torreornis inexpectata sigmani Spence & Smith, 1961 Etwas kleiner, als die Nominatform, dies gilt insbesondere für den Schnabel. Das Rot der Krone ist weniger intensiv. Dabei haben sie weniger Grau an der Brust und den Flanken. Die Brust und der Bauch sind heller zitonenfarben. Die Rückenstreifen sind sehr verschwommen.[5] Vorkommen nur in einem sehr kleinen Streifen an der Südostküste Guantánamos.
- Torreornis inexpectata varonai Regalado Ruiz, 1981 – Diese Unterart ähnelt der Nominatform sehr, hat aber einen sehr viel deutlicheren Augenstreif (weißer Strich über dem Zügel). Verbreitung nur in einem sehr begrenzten Bereich auf Cayo Coco, einem Teil des Camagüey-Archipels.

## Systematik
Die monotypische Gattung Torreornis ist Morphologisch nahe mit der Gattung Aimophila (Swainson, 1837, Dabbene-Ammer (Aimophila strigiceps), Stolzmann-Ammer (Aimophila stolzmanni), Rostscheitelammer (Aimophila ruficeps), Oaxacaammer (Aimophila notosticta)) verwandt. Auch sie haben meist eine rötliche Krone und einen schwarzen Bartstreif.
Der Ornithologe George John Wallace (1907–1986) meinte in einem persönlichen Kommentar, dass ihn das Verhalten und die Kontur der Zapatammer eher an die Gattung Zonotrichia (Swainson, 1832) (Dachsammer (Zonotrichia leucophrys), Weißkehlammer (Zonotrichia albicollis), Morgenammer (Zonotrichia capensis), Kronenammer (Zonotrichia atricapilla), Harris-Ammer (Zonotrichia querula)) erinnert. Auch die Gattung Pipilo (Vieillot, 1816) scheint im Verhalten der Zapataammer zu ähneln.

## Forschungsgeschichte und Etymologie
Die erste der Wissenschaft bekannte Zapataammer wurde im März 1927 von dem spanischen Zoologen Fermín Zanón Cervera (1875–1944) im Zapata-Sumpfgebiet im Süden der Provinz Matanzas gesammelt. Cervera, der Thomas Barbour bei einer Expedition im Nordosten des Sumpfes von Zapata begleitete, wurde von diesem erneut in den Sumpf geschickt, als er Gerüchte über seltsame Vögel in dieser Gegend vernahm. Als Ergebnis brachte er mit dem Kubazaunkönig, der Zapataammer und der Kubaralle gleich drei bisher unbekannte Bälge von seiner Tour mit. Barbour und James Lee Peters beschrieben zusammen in ihrem Artikel Two more remarkable new birds from Cuba in der Zeitschrift Proceedings of the New England Zoölogical Club die Zapataammer und die Kubaralle. Den Kubazaunkönig hatte Barbour bereits ein Jahr zuvor, im Jahre 1926, beschrieben. Im Sommer 1959 wurden Dr. Albert Schwartz und Ronald Francis Klinikowski auf eine Sammlerexkursion nach Kuba geschickt. Schwartz sollte als Herpetologe Studien über Kuba und die Kieferninsel mit Fördermitteln der National Science Foundation erstellen. Zusätzlich sammelte er für das Reading Public Museum in Reading einige kubanische Vögel. Am 20. August 1959 sammelte er zwei Bälge der Zapataammer an der Südküste der Provinz Oriente, die später als neue Unterart sigmani typisiert wurden. Die Erstbeschreibung übernahmen Matthew J. Spence und Barton L. Smith in The Auk in ihrem Artikel A Subspecies of Torreornis inexpectata from Cuba. Erst Mitte der siebziger Jahre wurde eine weitere Unterart T. i. varonai entdeckt und 1981 durch den kubanischen Biologen Pedro Regalado Ruiz beschrieben. Etwas unklar war in welcher Fachzeitschrift bzw. wann genau diese Unterart beschrieben wurde, da James Bond in Twenty-fourth Supplement to a Checklist of the Birds of the West Indies eine andere Quelle zitierte. Neuere Erkenntnisse gehen davon aus, dass Bonds Quelle nicht der ursprünglichen Publikation entspricht.
Die Gattungsname Torreornis wurde von den Erstautoren zu Ehren eines alten Freundes, des kubanischen Naturforschers Carlos de la Torre y de la Huerta (1858–1950), verwendet und wurde mit dem griechischen Wort »ornis« für »Vogel« kombiniert.
Das Artepitheton leitet sich vom lateinischen »inexpectatus« ab und bedeutet »unerwartet«. Das »sigmani« ist eine Ehrerbietung an den Naturschützer und Hobbyornithologen Arthur Tucker Sigma aus Elverson, Pennsylvania. Die Verwendung des Namens »varonai« soll den kubanischen Unabhängigkeitskämpfer Enrique José Varona (1849–1933) ehren.
Nach der Entdeckung der beiden neuen Unterarten war die bekannte Verbreitung der Art nicht mehr auf den Zapata-Sumpf beschränkt. Daher gab es Vorschläge, die Art in Kubaammer umzubenennen.

## Schutzstatus
Brände und der Schnitt des Grases sowie Austrocknung des Zapata-Sumpfes gefährden den Bestand der Nominatform. Der bisher relativ stabile Bestand wird auf ca. 250 Vögel geschätzt.
Das Abbrennen des Ökosystems und ständige Erweitern des Weidelandes für die Schafzucht gefährden den Fortbestand der Unterart T. i. sigmani. Wurde der Bestand früher auf 100 bis 200 Tiere geschätzt, so scheint ihr Verbreitungsgebiet doch etwas größer zu sein. Man schätzt den Bestand dieser Unterart heute auf 600 bis 700 Vögel.
Das Gebiet von Cayo Coco wird zurzeit für den Tourismus erschlossen. Die Auswirkungen auf das Ökosystem durch zusätzliche Störungen durch Menschen sind ungewiss. Im Augenblick lebt hier eine relativ große Anzahl an Zapataammern der Unterart T. i. varonai.